# 新田恭一郎
新田 恭一郎（にった きょういちろう、1939年6月6日 - ）は、株式会社ホテルサンバレーの代表取締役社長。東京農業大学大学院修士課程を修了し、農業経済学を専攻する。1971年から1984年、東京農業大学、大妻女子大学の非常勤講師を務める。

## 経歴
- 1939年、徳島県に生まれる。
- 1964年、東京農業大学大学院修士課程修了（農業経済学専攻）
- 1971年、株式会社日本抵当証券研究所設立（1987年都市資源開発株式会社に社名変更）
- 1974年、株式会社多摩植物園設立
- 1981年、株式会社ホテルサンバレー設立（栃木県那須郡）
- 1982年、株式会社ホテルサンバレー伊豆長岡設立（静岡県伊豆の国市）
- 1984年、株式会社サンバレージャパン設立
- 1998年、株式会社サンバレー那須観光設立
- 2003年、株式会社サン・アド設立
- 2005年、株式会社ホテルオニコウベ設立（三菱地所より事業譲渡）

## 活動
- 特定非営利活動法人健康と温泉フォーラム理事

## 著書
- 食糧経済学
- 食糧経済学概論